# Municipio de Red River (condado de Miller)
El municipio de Red River (en inglés: Red River Township) es un municipio ubicado en el condado de Miller en el estado estadounidense de Arkansas. En el año 2010 tenía una población de 307 habitantes y una densidad poblacional de 1,97 personas por km².

## Geografía
El municipio de Red River se encuentra ubicado en las coordenadas 33°23′58″N 93°45′5″O / 33.39944, -93.75139. Según la Oficina del Censo de los Estados Unidos, el municipio tiene una superficie total de 156.09 km², de la cual 149,55 km² corresponden a tierra firme y (4,19 %) 6,53 km² es agua.

## Demografía
Según el censo de 2010, había 307 personas residiendo en el municipio de Red River. La densidad de población era de 1,97 hab./km². De los 307 habitantes, el municipio de Red River estaba compuesto por el 36,16 % blancos, el 59,93 % eran afroamericanos, el 0,33 % eran asiáticos, el 1,95 % eran de otras razas y el 1,63 % eran de una mezcla de razas. Del total de la población el 1,95 % eran hispanos o latinos de cualquier raza.